# Paladilhiopsis serbica
Paladilhiopsis serbica is een slakkensoort uit de familie van de Hydrobiidae. De wetenschappelijke naam van de soort is voor het eerst geldig gepubliceerd in 1913 door Pavlovic.